# Нефтеотдача
Нефтеотда́ча (коэффициент извлечения нефти — КИН, oil recovery factor) — отношение величины извлекаемых запасов к величине геологических запасов. Достигаемые КИН варьируются от 0,09 до 0,75 (9—75 %); средний КИН в мире составляет около 0,3 — 0,35 (оценка 2006 года). При применении искусственных методов воздействия КИН может быть увеличен.
При проектных КИН более 40-50 % нефтяные запасы относят к активным (маловязкие нефти в высокопроницаемых коллекторах). Если КИН при использовании традиционных методов вытеснения не превышает 20-30 %, запасы называют трудноизвлекаемыми (высокая вязкость нефти либо слабопроницаемые коллекторы, нетрадиционные коллекторы).
Начальный КИН определяется как отношение извлекаемых запасов (Qизв) к геологическим (Qгеол): КИН = Qизв / Qгеол
Проектный КИН (конечный КИН) учитывает, какая доля геологических запасов может быть извлечена в соответствии с технологическими ограничениями (технологический КИН) либо до момента потери рентабельности (экономический КИН).
В процессе добычи ведется учет текущего КИН, который равен доле добытой на определенный момент нефти относительно геологических запасов. Текущий КИН постепенно увеличивается вплоть до проектного КИН.
В целом, КИН зависит от используемых методов нефтедобычи. Первичные методы, использующие только естественную энергию пласта, достигают КИН не более 20-30 %. Вторичные методы, связанные с поддержанием внутрипластовой энергии путём закачки в пласт воды и газа, обычно достигают КИН не более 30-50%. Третичные методы доводят КИН до 40-70 %.

## Методы повышения нефтеотдачи
Повышение нефтеотдачи — это весь комплекс работ, направленный на улучшение физических свойств нефтяного (газового) коллектора. Коллектор имеет три основных свойства: пористость, проницаемость и трещиноватость. Если на первоначальную пористость (а ещё на степень их заполнения флюидами) человек не в силах повлиять, то на проницаемость и трещиноватость можно повлиять различными способами, например: термические методы (прогрев водяным паром, внутрипластовое горение), термохимические (закачка хим. реагентов, инициирующих в пласте экзотермическую реакцию), волновые, физические методы воздействия на призабойную зону пласта, кислотная обработка призабойной зоны, гидроразрыв пласта (повышение трещиноватости призабойной зоны), химические методы (в том числе использование ПАВ).

## Гидравлический разрыв пласта
Гидравлический разрыв пласта — процесс резкого повышения давления в призабойной зоне пласта путём закачки в ствол большого количества жидкости. Другой экстремальный способ — микровзрыв в призабойной зоне. В результате этого воздействия от места забоя скважины по пласту распространяются трещины, которые способствуют раскрытию закупоренных и соединению мелких пор. В сочетании с улучшением миграционных возможностей нефти в пласту это позволит получить из скважины большее количество нефти. Для закрепления трещин часто используются расклинивающие агенты (пропанты), добавляемые в жидкость вместе с рядом вспомогательных веществ. Обычно после проведения гидроразрыва скважину на некоторое время останавливают, давая возможность нефти мигрировать из отдалённых участков пласта ближе к забою.

## Водонагнетание
Водонагнетание — процесс увеличения пластовой энергии. В старых скважинах, уже не дающих нужное количество нефти, вместо извлечения жидкости применяют принудительную закачку (обычно воды) в пласт. В результате в пласте повышается давление (правда, несущественно), а небольшой остаток нефти в призабойной зоне этой скважины «выталкивается» за пределы окрестности скважины. В результате нефть «вынуждена» мигрировать в другие зоны пласта, освобождая место для нагнетаемой воды. Если в других зонах пласта, куда эта нефть мигрировала, окажется добывающая скважина, нефть можно будет добыть из неё. В связи с этим водонагнетание распространено в т. н. кустовых разработках. Куст — это скопление большого числа скважин на сравнительно небольшой площади.